# Sphallopterus
Sphallopterus is een kevergeslacht uit de familie van de boktorren (Cerambycidae). De wetenschappelijke naam van het geslacht werd voor het eerst geldig gepubliceerd in 1982 door Fragoso.

## Soorten
Sphallopterus is monotypisch en omvat slechts de volgende soort:
- Sphallopterus batesi Fragoso, 1982